# Rabirruivo-de-testa-branca

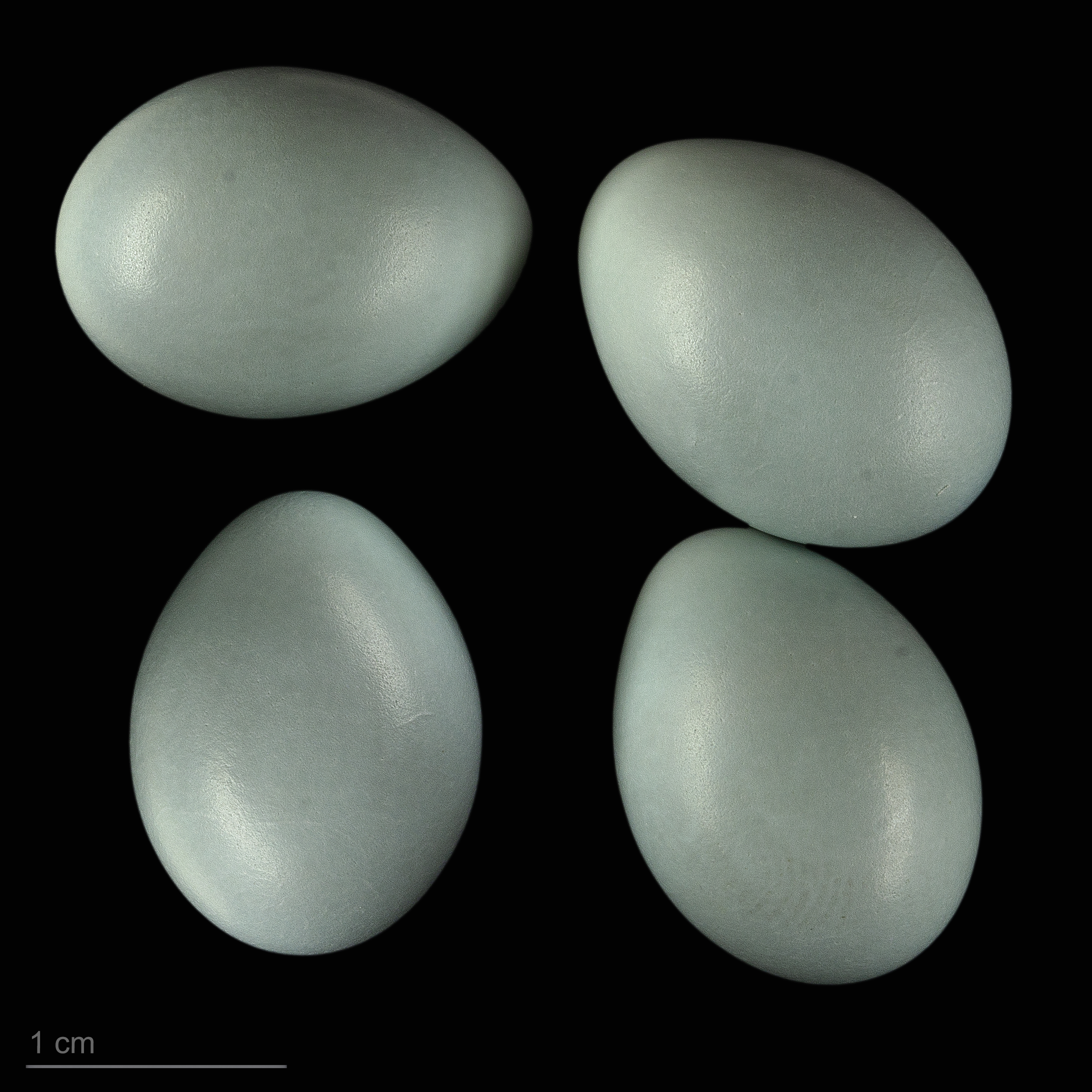
Phoenicurus phoenicurus phoenicurus - MHNT

O rabirruivo-de-testa-branca (Phoenicurus phoenicurus) é uma ave da família Turdidae.
Tem cerca de 13 cm de comprimento, sendo do mesmo tamanho que o rabirruivo-preto, distinguindo-se desta espécie pelas cores mais vivas, nomeadamente o peito e o ventre avermelhados, que contrastam com as faces pretas e a garganta escura.
Frequenta meios florestais, nidificando em buracos de árvore. Em Portugal é uma espécie estival, que chega em Março e parte em Setembro. Inverna em África.